# Bev Priestman
Beverly Priestman, detta Bev (Consett, 29 aprile 1986), è un'allenatrice di calcio britannica, commissario tecnico della nazionale di calcio femminile del Canada.

## Biografia
Priestman è sposata con Emma Humphries, ex calciatrice della nazionale di calcio femminile della Nuova Zelanda.

## Carriera
Priestman fu una degli assistenti allenatori di John Herdman quando questo era il CT della nazionale femminile del Canada. Tra il 2013 e il 2016 fu incaricata dalla Federcalcio canadese di allenare la formazione Under-17 ai due campionati mondiali di categoria, nonché di selezionare la formazione Under-15 e, tra il 2017 e il 2018, l'Under-20.
Dal 2018 al 2020, Priestman è stata assistente di Phil Neville nella conduzione tecnica della nazionale di calcio femminile dell'Inghilterra. Durante questo periodo ha anche ricoperto l'incarico di tecnico della formazione inglese femminile Under-18.
Il 28 ottobre 2020 la Canadian Soccer Association nomina Priestman il nuovo allenatore della squadra canadese di calcio femminile rilevando il dimissionario Kenneth Heiner-Møller dal 1º novembre 2020.

## Palmarès

### Nazionale
- Oro olimpico: 1

Tokyo 2020

### Individuale
- Commissario tecnico dell'anno IFFHS: 1

2021